# Lucien Schnegg
Pour les articles homonymes, voir Schnegg.
Lucien Schnegg, né à Bordeaux le 19 mars 1864 et mort dans le 15e arrondissement de Paris le 22 décembre 1909, est un sculpteur français.
Proche d'Auguste Rodin, tout en s’éloignant de son style très expressif, il est à l’origine d’un retour à une esthétique classique parmi une nouvelle génération de sculpteurs du début du XXe siècle.

## Biographie
Lucien Schnegg est issu d’une famille originaire de Bavière, dont les membres étaient ébénistes. Son frère cadet, Gaston Schnegg, est aussi sculpteur et peintre.
Lucien Schnegg commence sa formation chez un ornemaniste chez qui il pratique la taille directe. A 19 ans en 1883, il obtient le premier prix de sculpture de l’école municipale de dessins de la ville de Bordeaux et intègre, l’année suivante, l’atelier d’Alexandre Falguière à l’École des beaux-arts de Paris. Peu assidu aux cours, il préfère étudier en dessinant dans les musées.
Il présente une première œuvre, un portrait de son frère Gaston, au Salon des artistes français de 1887. En 1898, les deux frères écrivent une lettre à Auguste Rodin pour le soutenir contre les opposants à son Monument à Balzac. À partir de 1902, Lucien Schnegg travaille comme praticien pour Rodin. En parallèle, il rassemble autour de lui de jeunes sculpteurs en quête d’une nouvelle esthétique, se détachant de l’expressionnisme de Rodin. Ces sculpteurs, parmi lesquels Charles Despiau, Alfred Jean Halou, Jane Poupelet, Robert Wlérick, sont appelés la « Bande à Schnegg».
En 1903, Lucien Schnegg connaît un succès en présentant le buste de Jane Poupelet au Salon de la Société nationale des beaux-arts (marbre, Paris, musée d’Orsay). La même année il est à l’instigation d’un banquet donné en l’honneur de Rodin qui vient de recevoir la Légion d’honneur.
Il meurt des suites d’une fièvre typhoïde en 1909. Une exposition lui est consacrée au Salon de la Société nationale des beaux-arts l'année suivante.
Pour aider la famille endeuillée, Rodin organise, avec l’aide de Gaston Schnegg, une tombola. Il déclare à cette occasion : « Il a eu le courage d’être un véritable sculpteur : il a tant tiré de lui-même à la façon des réformateurs. Il a laissé des œuvres de chemin, de plus belles encore, puis un chef d’œuvre plein : Le buste de la République. Aussi il a sculpté sur des maisons, palais, d’un goût retourné aux belles époques qu’il comprenait avec passion. Dans la décoration il était intuitif et un conseiller savant. Le sculpteur enthousiaste ne désirait pas d’orgueil inutile, mais il avait la fierté de celui qui se sent vrai et pauvre. La mort l’a mis en sa place avec les héros du travail ».

## Collections publiques
- Amiens, musée de Picardie : La Pensive, buste en plâtre[7] ;
- Bordeaux, musée des Beaux-Arts :
  - Buste de Lydie Schnegg, plâtre[8] ;
  - Buste de Xavier Desparmet-Fitzgerald, bronze[9].
- Grenoble, musée de Grenoble :
  - Mlle P. les cheveux séparés, plâtre[10] ;
  - Enfant, plâtre[11].
- Mont-de-Marsan, musée Despiau-Wlérick.
- Paris :
  - musée d’Orsay :
    - Autoportrait, bronze[12] ;
    - Buste de Jane Poupelet, 1897, marbre[13].

  - département des Arts graphiques du musée du Louvre : Composition allégorique, dessin[14].
- Roubaix, La Piscine :
  - Les Deux sœurs, bronze[15] ;
  - Pensive, marbre[15].

## Galerie

Œuvres de Lucien Schnegg
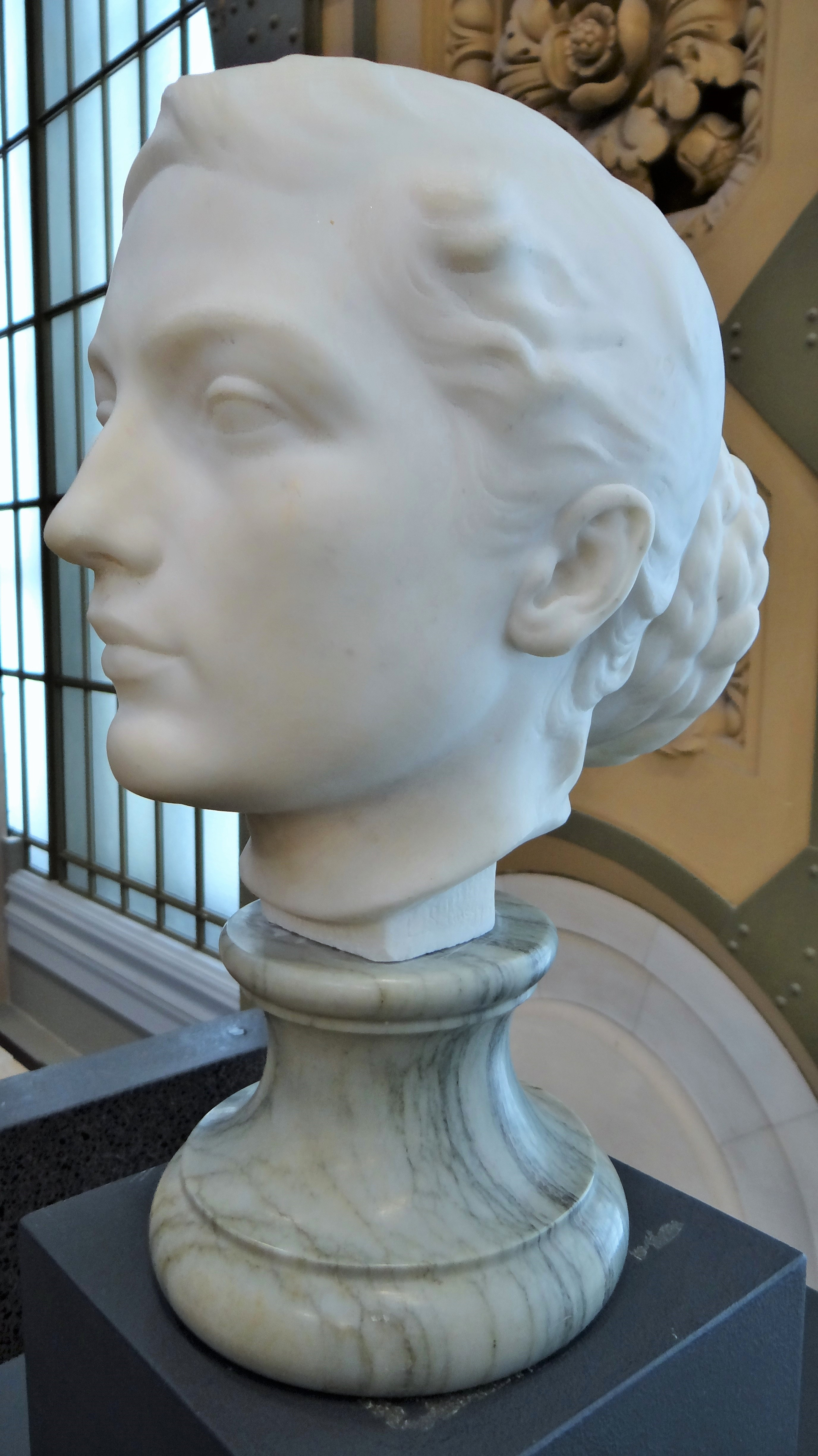
Buste de Jane Poupelet (1901), marbre, Paris, musée d'Orsay.
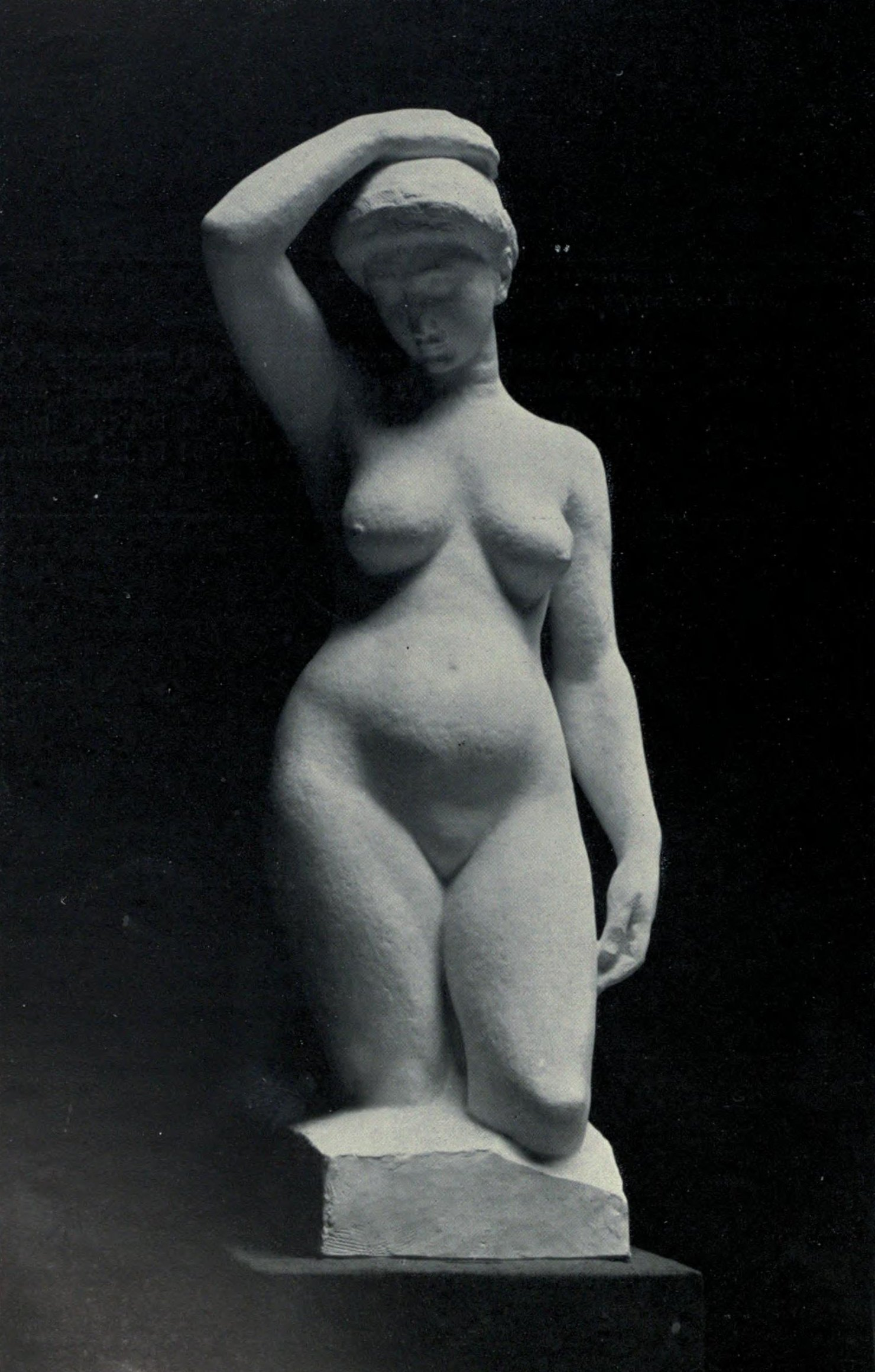
Vénus (Salon de 1906), plâtre. Musée des Beaux-Arts (Bordeaux)
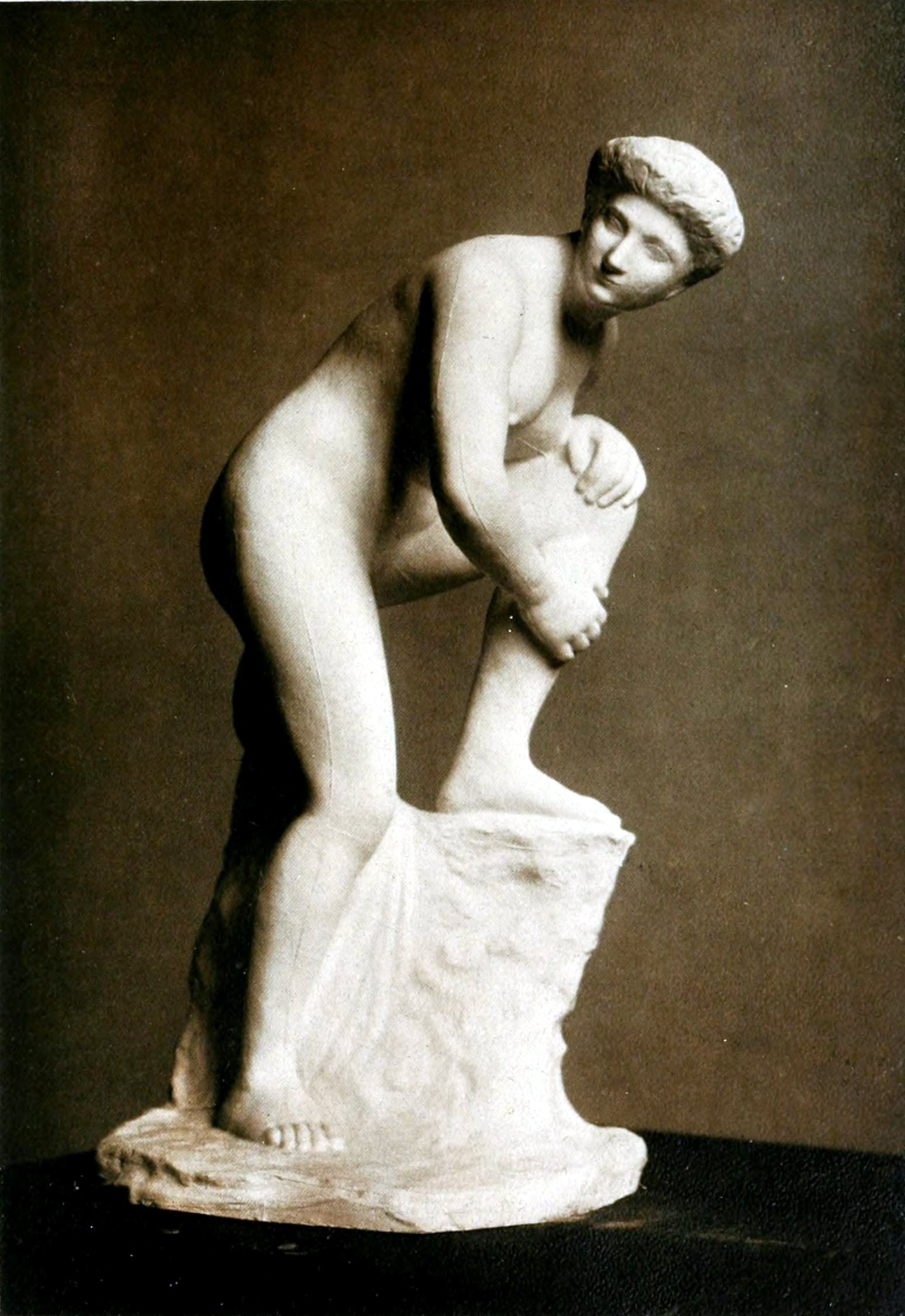
Aphrodite penchée (Salon de 1908), plâtre.

## Expositions
- Salon de la Société nationale des beaux-arts de 1887 à 1909.
- Paris, galerie Barbazanges, « Certains », février 1904 et 1911.
- Paris, musée Bourdelle, « La Bande à Schnegg », 1974.
- Calais, musée des Beaux-Arts, « Un siècle de dessins de sculpteurs 1850-1975 », 1976.
- Bordeaux, galerie des Beaux-Arts, « Gaston Schnegg (1866-1953) », du 5 janvier au 10 février 1986.
- Paris, musée d'Orsay, « Le Corps en morceaux », 1990[16].
- Paris, musée d'Orsay, « Oublier Rodin ? La sculpture à Paris, 1905-1914 », du 10 mars au 31 mai 2009[17].